# 非洲芙蓉
非洲芙蓉 (Dombeya wallichii Benth. et Hook.f.)，在香港稱為吊芙蓉，在其他華語地區也有百鈴花之稱，英文俗名有Pinkball（粉紅球）、Scarlet Dombeya（緋紅的非洲芙蓉）或Tropical Hydrangea（熱帶繡球花）等名。原生於東非及馬達加斯加等地，是一種秀麗的開花植物，現時已廣泛種植於世界不同地區，亦有與同屬植物進行不同的雜交栽培。
學名中種小名以丹麥籍外科醫師及植物學家瓦立池命名，以資紀念其對印度、孟加拉等地植物學的貢獻。

## 外觀描述

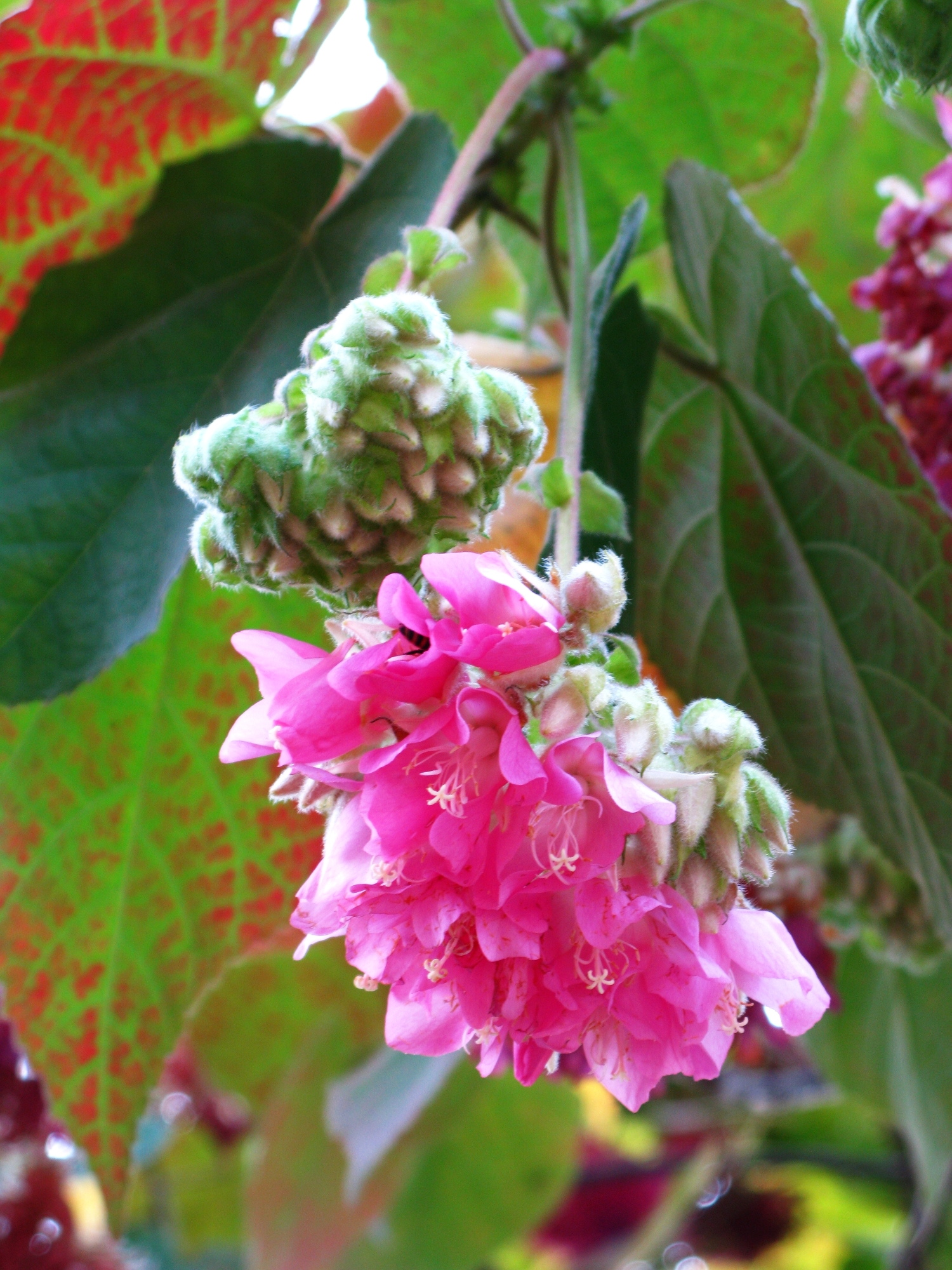
非洲芙蓉，前方為開了一半的花，後方為未開的花苞。

非洲芙蓉是一種常綠中型灌木或小喬木，一般有幾米高，但最高可達15米。間有明顯主幹但並不強健，如植株高於7米以上需用支撐物或經修剪。樹冠圓形，枝葉密集。樹枝棕色，葉面質感粗糙，單葉互生，具托葉，心形，葉緣頓鋸齒，掌狀脈7至9條，枝及葉均被柔毛。
花從葉腋間伸出，懸吊著一個花苞。花為繖形花序，因此開花時會長出花軸，花軸下輻射出具等長小花梗的小花。一個花球可包含二十多朵粉紅色的小花，每朵小花有瓣5塊，約1吋大，有一白色星頂狀雌蕊及多枝雄蕊圍繞。全開時聚生且懸吊而下，極像一個粉紅色的花球，其俗名吊芙蓉及Pinkball等名均由此而來。冬季開花，花期為由12月至翌年3月。

## 種植
性喜陽光，種在半日照或全日照等地均生長迅速，可耐寒至攝氏零下2度，低關注度，於乾旱季節注意澆水即可。一般病害為蚜蟲及介殼蟲等，無主要病害。

## 用途
非洲芙蓉枝幹濃密，其傘狀樹冠為鳥類提供良好的掩護空間；其花略具香味，是一種蜜源植物，多見有蜜蜂及蝴蝶等採集。此外其花形甚美而且濃密，具極高觀賞價值，不論作為公園栽培種或盤栽種均適宜。

## 外部連結
- 非洲芙蓉[永久]，載塔內植物園
- 花園紀事非洲芙蓉[永久]，載花草蟲蟲老奶奶的花園